# Washington (Contea di Gloucester, New Jersey)
Washington è un comune (township) degli Stati Uniti d'America, nella contea di Gloucester, nello Stato del New Jersey.
È colloquialmente chiamata semplicemente Township mentre tempo fa era soprannominata South Philly South o Little South Philly in quanto popolata da abitanti provenienti dal settore sud-orientale di Filadelfia chiamato South Philadelphia, o South Philly, in grande maggioranza italo-americani.

## Località
Il comune comprende il census-designated place di:
- Turnersville